# 底特律 (堪薩斯州)
底特律（英語：Detroit）是位於美國堪薩斯州迪金森縣的一個人口普查指定地區。

## 人口
根據2010年美國人口普查的數據，底特律的面積為0.89平方千米，當中陸地面積為0.89平方千米，而水域面積為0.00平方千米。當地共有人口102人，而人口密度為每平方千米114.61人。